# Bataille de Cedar Creek (1876)
Guerre des Black Hills
Batailles
Guerre des Black Hills :
- Big Horn Expedition (en)
- Powder
- Prairie Dog Creek (en)
- Rosebud Creek
- Little Bighorn
- Warbonnet Creek
- Slim Buttes
- Cedar Creek
- Dull Knife
- Wolf Mountain (en)
- Little Muddy Creek

La bataille de Cedar Creek est un affrontement de la guerre des Black Hills qui opposa le 21 octobre 1876 des troupes de la United States Army à une force de Sioux Lakotas dans le Territoire du Montana. La bataille a éclaté après l'échec de pourparlers entre le colonel Nelson A. Miles et le chef amérindien Sitting Bull et a abouti à la reddition d'une partie des Amérindiens six jours plus tard, tandis que Sitting Bull et certains de ses partisans sont partis chercher refuge au Canada.